# 塩見泰子 (気象予報士)
塩見 泰子（しおみ やすこ、1988年7月18日 - ）は、日本のフリーアナウンサー、気象予報士、防災士。

## 人物
大阪府大阪市出身。大阪信愛女学院幼稚園・小学校卒業。関西大学第一中学校・高等学校卒業。同志社大学文学部心理学科卒業。
大学時代には今宮戎神社の福娘、サンテレビガールズ（第40期）を務めた。
また、大学時代にはテレビ朝日アスクに通い、アナウンストレーニングを受講していたこともある。
2011年　同志社大学文学部卒業。福井テレビにアナウンサーとして入社。平日夕方のローカルニュース番組への起用がメインであった。
福井テレビ在籍中、気象予報士試験に合格。
2016年3月　福井テレビを退社し、フリーアナウンサーへ転向。
2016年4月　NHK大阪放送局の報道番組『ニュースほっと関西』のリポーターを務める。（2018年3月まで）
2018年4月　『NHKニュースおはよう関西』の気象情報担当を機に、南利幸が設立した南気象予報士事務所に所属。
2020年4月　京都大学大学院人間・環境学研究科修士課程（共生人間学専攻）に入学。（2022年3月に修了）
2022年4月　京都大学大学院人間・環境学研究科博士課程に入学。「記憶に残る防災情報の伝え方と脳内メカニズム」を研究する。

## 現在の出演番組
- NHKニュースおはよう関西（2018年4月 - 気象キャスター）
  - 月 - 金曜担当（2018年4月 - 2021年3月、2024年3月 - ）
  - 月 - 木曜担当（ニュース きん5時休止時は金曜日も担当）（2021年4月 -  2024年3月）

## その他
- 大阪府警察【公開】特殊詐欺被害防止啓発動画「気象予報士による詐欺電話予報で被害ゼロ!」[6]

## 過去の出演番組
福井テレビ放送時代
- おかえりなさ〜い
- FNN福井テレビスーパーニュース（2014年 - 2015年・キャスター）
- FNN福井テレビみんなのニュース（2015年 - 2016年・キャスター）
- 福井新聞ニュース・中日新聞ニュース

フリーアナウンサー転向後
- ニュースほっと関西（2016年4月 - 2018年3月・リポーター）
- あさイチ（2023年4月6日・気象コーナー）
- ニュース きん5時（2021年3月5日、4月2日 - 2024年3月8日・気象キャスター）